# Silene stapfii
Silene stapfii är en nejlikväxtart som beskrevs av Melzh. Silene stapfii ingår i släktet glimmar, och familjen nejlikväxter. Inga underarter finns listade i Catalogue of Life.